# Gillis André de la Porte (1800-1869)

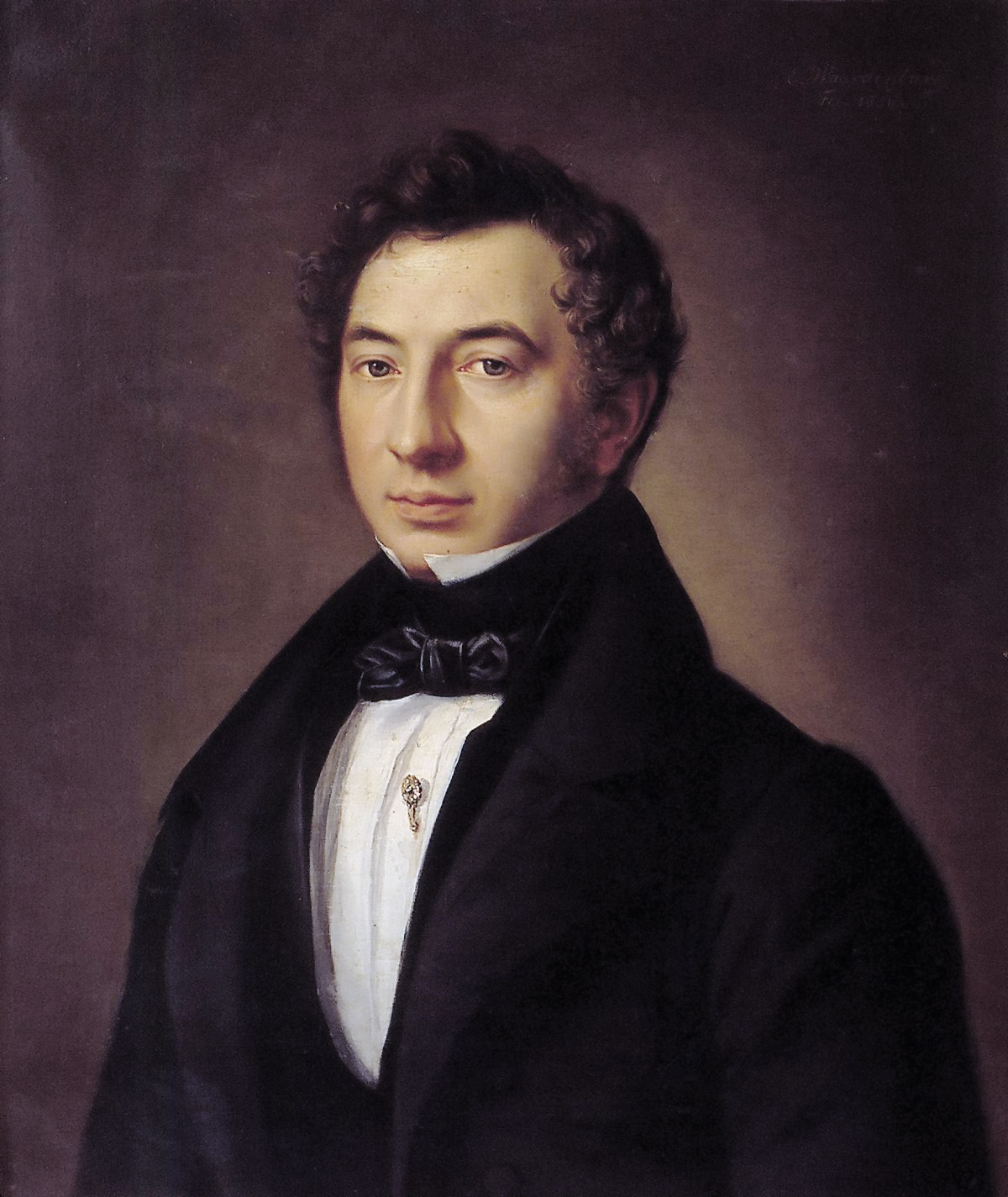
Gillis André de la Porte

Gillis André de la Porte (Elst, 17 oktober 1800 - Arnhem, 21 mei 1869) was een Nederlands assuradeur en politicus.
Gillis André de la Porte, man van het patriciërsgeslacht André de la Porte, was assuradeur te Arnhem, oprichter en directeur van de Arnhemse Verzekerings Maatschappij en lid van de gemeenteraad van Arnhem. Hij was de zoon van de predikant Anthony Engelbert André de la Porte (1767-1804) en Jacoba van de Wall (1771-1845). André de la Porte kwam uit een gezin van vijf kinderen. Hij trouwde op 30 augustus 1827 in Leiden met Adelaida Louise van der Palm (1806-1875), een dochter van de bekende bijbelvertaler prof. ds. Johannes van der Palm en Aleida Bussingh. In Arnhem werden zeven zonen en drie dochters geboren.
André de la Porte begon zijn loopbaan als koopman in granen. In 1825 richtte hij samen met de bankier G.L.K.H. graaf van Ranzow uit twee bestaande waarborgmaatschappijen een verzekeringsmaatschappij op. In 1844 werd nog een nieuwe vennootschap opgericht: De Arnhemsche verzekering - maatschappij tegen Brandschade, later de Arnhemsche genoemd. Twee zonen werden directeur van de vennootschap, Anthony Engelbert (1832-1898) en Gillis Jr. (1836–1902).
André de la Porte was lid van het bestuur van het nieuwe weeshuis van Arnhem. Vanaf 1835 tot zijn overlijden was Gilles actief lid van de Arnhemse gemeenteraad. Sinds 1969 is de Arnhemsche onderdeel van Delta Lloyd.